# 2052 Tamriko
A 2052 Tamriko (ideiglenes jelöléssel 1976 UN) a Naprendszer kisbolygóövében található aszteroida. Richard Martin West fedezte fel 1976. október 24-én.